# 王为一
王为一（1912年—2013年10月8日），男，江苏吴县人，中国导演，被稱为“中国电影史活化石”、“粤语电影拓荒者”、“南国电影流派的开创者”。代表作品有《珠江泪》、《七十二家房客》、《南海潮》、《三家巷》等。2012年获中国电影金鸡奖终身成就奖。